# Frenz International Cup 2012
La Frenz International Cup 2012 es el primer torneo internacional de fútbol juvenil (Sub-15) organizado por la Frenz United Football Academy (FUFA). Tuvo lugar en Kuala Lumpur, Malasia como ciudad anfitriona del 28 de diciembre de 2012 al 6 de enero de 2013. El partido tuvo lugar en tres estadios alrededor de la ciudad anfitriona, y la final se jugó en el Estadio MBPJ, Petaling Jaya. Ocho equipos fueron invitados a participar en el torneo inaugural. Los jugadores de cada equipo deben haber nacido antes del 1 de enero de 1998 para participar en este torneo.
Astro Arena ha sido seleccionado como la emisora oficial, transmitiendo 10 partidos en vivo y 5 transmisiones de partidos tardíos, mientras que RadioTVSports.com ha sido seleccionado como el socio oficial de medios en línea que cubre las actividades de los partidos en Radio (incluidas las conferencias de prensa) y Best Western Premier Dua Sentral ha sido seleccionado como hotel patrocinador. Este torneo cuenta con el apoyo y la aprobación de la Asociación de Fútbol de Malasia y Selangor FA .
En la primera ronda del torneo, cuatro equipos compiten en una ronda de la fase de grupos por puntos, y los dos mejores equipos de cada grupo avanzan a la siguiente ronda. Los cuatro equipos avanzan a las semifinales, para decidir qué equipo participará en la final.
Este torneo ha sido apoyado y aprobado por la Asociación de Fútbol de Malasia, la Confederación Asiática de Fútbol, la Asociación de Fútbol de Indonesia y Selangor FA.

## Los equipos
Los equipos participantes en el torneo fueron invitados por los organizadores. Los equipos invitados en la edición inaugural son:
- Selección de fútbol Sub-15 de Malasia (Anfitrión)

- Selección de fútbol Sub-15 de Eslovaquia

- Frenz United FC (Malasia)

- Frenz United FC (Indonesia)

- Persépolis F.C.

- Slavia Praga

- Chonburi F.C.

- Incheon United F.C.

## Estadios
Tres estadios actuaron como sedes de los partidos de la Copa Internacional Frenz 2012.
| Petaling Jaya     | Shah Alam         | Estallido        |
| ----------------- | ----------------- | ---------------- |
| Estadio MBPJ      | Estadio Shah Alam | Estadio INSPEN   |
| Capacidad: 25.000 | Capacidad: 80.000 | Capacidad: 5.000 |
|                   |                   |                  |

Tanto el partido inaugural como el final se jugaron en el Estadio MBPJ, Petaling Jaya .

## Fase de grupos
|  | Los equipos se clasifican para la siguiente fase |

Todos los horarios son según la hora de Malasia UTC+8

### Grupo A
| Pos. | Equipo                      | Pts. | PJ | G | E | P | GF | GC | Dif. | Definición                     |
| ---- | --------------------------- | ---- | -- | - | - | - | -- | -- | ---- | ------------------------------ |
| 1    | Selección Sub-15 de Malasia | 7    | 3  | 2 | 1 | 0 | 8  | 1  | +7   | Avanza a la etapa eliminatoria |
| 2    | Frenz United FC (Malasia)   | 5    | 3  | 1 | 2 | 0 | 4  | 3  | +1   | Avanza a la etapa eliminatoria |
| 3    | Slavia Praga                | 4    | 3  | 1 | 1 | 1 | 3  | 6  | −3   |                                |
| 4    | Incheon United F.C.         | 0    | 3  | 0 | 0 | 3 | 3  | 8  | −5   |                                |

 Fuente: Rsssf.org

### Grupo B
| Pos. | Equipo                         | Pts. | PJ | G | E | P | GF | GC | Dif. | Definición                     |
| ---- | ------------------------------ | ---- | -- | - | - | - | -- | -- | ---- | ------------------------------ |
| 1    | Selección Sub-15 de Eslovaquia | 6    | 3  | 2 | 0 | 1 | 8  | 3  | +5   | Avanza a la etapa eliminatoria |
| 2    | Persépolis F.C.                | 6    | 3  | 2 | 0 | 1 | 6  | 3  | +3   | Avanza a la etapa eliminatoria |
| 3    | Frenz United FC (Indonesia)    | 3    | 3  | 1 | 0 | 2 | 3  | 7  | −4   |                                |
| 4    | Chonburi F.C.                  | 3    | 3  | 1 | 0 | 2 | 2  | 7  | −5   |                                |

 Fuente: Rsssf.org

## Etapa eliminatoria
|  | Semifinales                  | Semifinales          |                              |       | Final | Final |
|  |                              |                      |                              |       |       |       |
|  | 4 enero 2013 – Petaling Jaya |                      |                              |       |       |       |
|  |                              |                      |                              |       |       |       |
|  | Sub-15 de Eslovaquia         | 2                    |                              |       |       |       |
|  | Sub-15 de Eslovaquia         | 2                    | 6 enero 2013 – Petaling Jaya |       |       |       |
|  | Frenz United FC (Malasia)    | 0                    |                              |       |       |       |
|  | Frenz United FC (Malasia)    | 0                    | Persépolis F.C.              | 0 (3) |       |       |
|  | 5 enero 2013 – Petaling Jaya |                      | Persépolis F.C.              | 0 (3) |       |       |
|  |                              | Sub-15 de Eslovaquia | 0 (5)                        |       |       |       |
|  | Sub-15 de Malasia            | Sub-15 de Eslovaquia | 0 (5)                        | 0     |       |       |
|  | Sub-15 de Malasia            |                      |                              | 0     |       |       |
|  | Persépolis F.C.              | 1                    |                              |       |       |       |
|  | Persépolis F.C.              | 1                    | Tercer Puesto                |       |       |       |
|  |                              |                      |                              |       |       |       |
|  | 6 enero 2013 – Petaling Jaya |                      |                              |       |       |       |
|  |                              |                      |                              |       |       |       |
|  | Frenz United FC (Malasia)    | 2                    |                              |       |       |       |
|  | Frenz United FC (Malasia)    | 2                    |                              |       |       |       |
|  | Sub-15 de Malasia            | 0                    |                              |       |       |       |

## Semifinales
| 4 de enero de 2013 | Selección Sub-15 de Eslovaquia | 2:0 | Frenz United FC (Malasia) | Estadio MBPJ, Petaling Jaya, Malasia |  |

| 5 de enero de 2013 | Selección Sub-15 de Malasia | 0:1 | Persépolis F.C. | Estadio MBPJ, Petaling Jaya, Malasia |  |

## Tercer puesto
| 6 de enero de 2013 | Frenz United FC (Malasia) | 2:0 | Selección Sub-15 de Malasia | Estadio MBPJ, Petaling Jaya, Malasia |  |

## La final
| 6 de enero de 2013 | Persépolis F.C. | 0:0 (3 – 5 p.) | Selección Sub-15 de Eslovaquia | Estadio MBPJ, Petaling Jaya, Malasia |  |

## Campeón
|                                                    |
|                                                    |
| Campeón Selección Sub-15 de Eslovaquia 1.er título |

## Premiaciones Individuales
| Trofeo FIFA "Fair Play" | Premio al jugador más valioso (MVP) |
| ----------------------- | ----------------------------------- |
| Slavia Praga            | Ľubomír Tupta                       |

## Goleadores
| Posición | Nombre                   | Goles |
| -------- | ------------------------ | ----- |
| 1        | Ľubomír Tupta            | 4     |
| 2        | Kogileswaran Raj         | 3     |
| 2        | Vahid Aftari             | 3     |
| 3        | Muhammad Najmuddin Samat | 2     |
| 3        | Muhammad Haziq Hossein   | 2     |
| 3        | Mohd Akhmar Haiqal Azhar | 2     |
| 3        | Daniel Krejdl            | 2     |
| 3        | Choo Min Yeol            | 2     |
| 3        | Reza Karimipiraghoom     | 2     |

## Premios en efectivo y reconocimientos
El torneo ofrece uno de los premios en efectivo más lucrativos jamás ofrecidos en la región de la ASEAN para una competencia de menores de edad. El premio total en metálico ofrecido para el torneo se distribuye de la siguiente manera:
- US $ 50,000 - Campeón
- US $ 25,000 - Subcampeón
- US$15,000 – Tercer Lugar
- US$10,000 – Cuarto Lugar
- US $ 3,000 - Premio al jugador más valioso de Astro Arena
- Trofeo FIFA Net Play

| Campeón                        | Subcampeón              | Tercer puesto          | Cuarto puesto               |
| ------------------------------ | ----------------------- | ---------------------- | --------------------------- |
| Selección Sub-15 de Eslovaquia | Persépolis F.C. de Irán | Frenz United (Malasia) | Selección Sub-15 de Malasia |

El premio ganador fue presentado por 'Tengku Hassanal Ibrahim Shah Tengku Abdullah' .
También estuvieron presentes el vicepresidente de la Asociación de Fútbol de Malasia (FAM) Datuk Hamidin Mohd Amin y el presidente (FUFA) de la Academia de Fútbol Frenz United, Dato' Noor Ihsan A Hamid y Astro Arena Azman Fahmi Osman .

## Notas

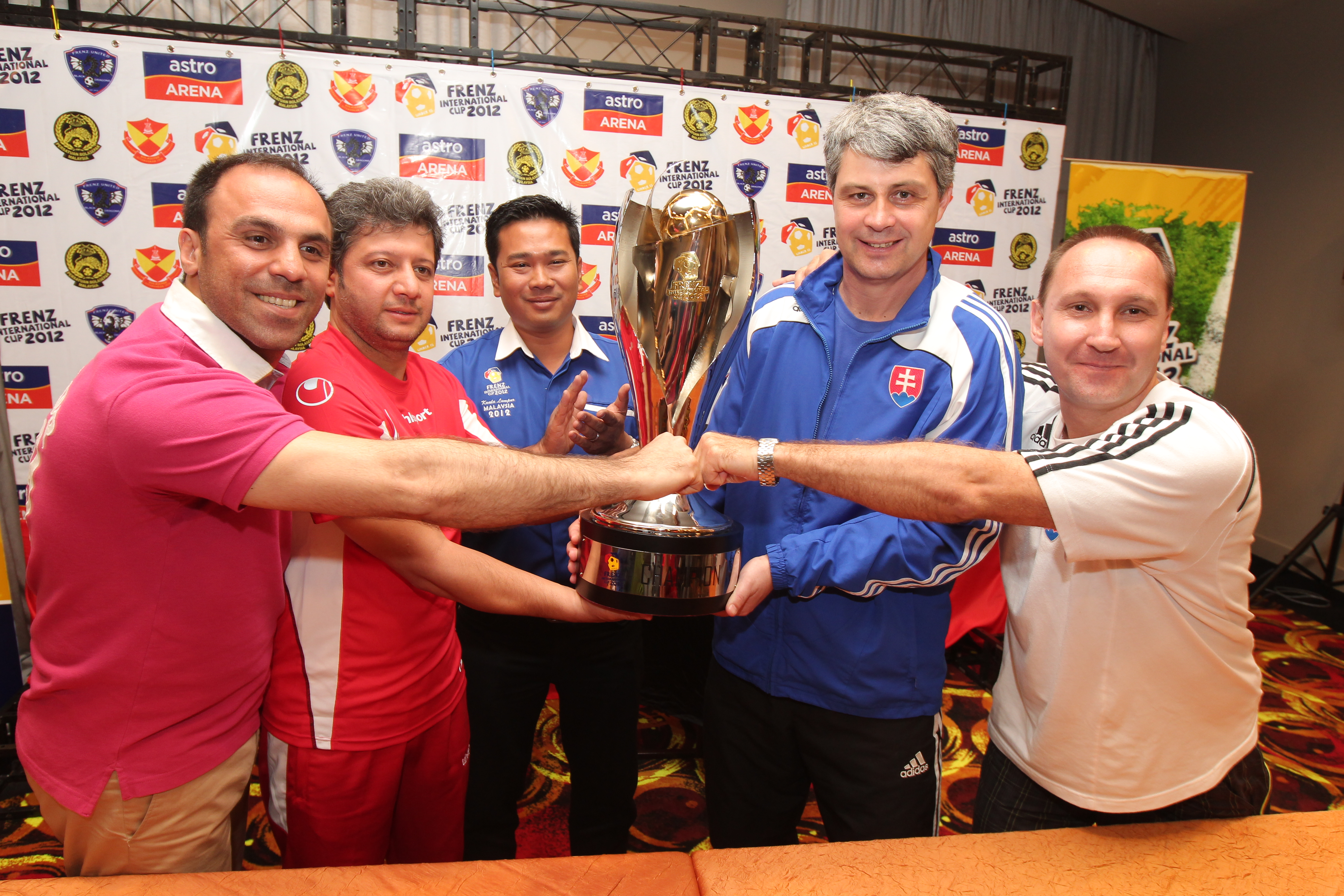
Dato' Noor Ihsan A Hamid (centro) durante la conferencia previa al partido final

## Futuro
El presidente de la Academia de Fútbol Frenz United, Dato Noor Ihsan A Hamid, dijo que FUFA espera que este evento sea anual. “Este torneo inaugural nos ha dado una idea de nuestra capacidad para organizar eventos de nivel internacional. Sin duda, ha marcado la pauta para futuras colaboraciones con nuestros socios, como FA Malaysia y otras partes interesadas”. dijo Noor Ihsan.